# The American Consul
The American Consul er en amerikansk stumfilm fra 1917 af Rollin S. Sturgeon.

## Medvirkende
- Theodore Roberts som Abel Manning.
- Ernest Joy som James Kitwell.
- Maude Fealy som Joan Kitwell.
- Charles West som Pedro Gonzales.
- Raymond Hatton som President Cavillo.